# إيفل كون كارلي
إيفل كون كارني (بالإنجليزية: evil con carne) هو مسلسل رسوم متحركة أمريكي وعرض منفصل لكرتون غريم والشرير وعرض شقيق لي مغامرات بيلي وماندي وهوا من تأليف ماكسويل اتومز ظهر لأول مرة خلال عرض مسلسل غريم والشرير إلى جانب مغامرات بيلي وماندي تم إنتاج 13 حلقة أخرى من غريم والشرير مدتها ساعة ونصف لكن تم فصل المسلسلين في وقت لاحق بينما استمرت سلسلة مغامرات بيلي وماندي منفصلة في عام 2003 لمدة 06 مواسم، تم عرض إيفل كون كارني لمدة 14 حلقة فقط وانتهى في 22 أكتوبر 2004، وايضا كان جزئا من العلامة التجارية لقناة كرتون نتورك لي كرتون كرتونز وهوا الكرتون الرقم 15 الخامسة عشر لقناة كرتون نتورك والسلسلة النهائية ولو كان جزء من كرتون غريم والشرير فهوا بسبب العلامة التجارية في كرتون كرتونز الذي توقف مؤقتا في اكتوبر 2004 في وقت سابق، ويعتبر المسلسل نفسه من قبل بعض لتكون رسوم متحركة بغض النظر خاتمة مسلسل رسمي بعنوان توقف الشركة، تم بثها في 16 مارس 2007

## روابط خارجية
- إيفل كون كارلي على موقع IMDb (الإنجليزية)
- إيفل كون كارلي على موقع كينوبويسك (الروسية)
- إيفل كون كارلي على موقع قاعدة بيانات الفيلم (الإنجليزية)